# Elinor Sisulu
Elinor Sisulu, född 1958 i Harare, är en zimbabwisk författare, sedan 1991 bosatt i Sydafrika. 
Elinor Sisulu har länge varit engagerad i litteraturfrämjande i Sydafrika, inte minst barnlitteratur. Hon vann Nomapriset år 2003 för sin bok Walter and Albertina Sisulu. In Our Lifetime.

## Biografi
Elinor Sisulu föddes i Harare i Zimbabwe i mars 1958. Under sin uppväxt bodde hon dock mest i Bulawayo. Hon utbildade sig i historia, engelsk litteratur, utvecklingsstudier och feministisk teori, först vid Zimbabwes universitet, där hon tog sina första två akademiska examina, och sedan vid Institute for Economic Development and Planning (IDEP) i Dakar, Senegal. Mellan år 1984 och 1985 studerade hon för masterexamen i utvecklingsstudier vid International Institute of Social Studies i Haag. Under sin tid i Nederländerna mötte hon sin man Max Sisulu, som var medlem i det sydafrikanska partiet African National Congress.
Från 1980 till 1987 arbetade Sisulu för zimbabwiska arbetsministeriet. Hon publicerade under den tiden studier om kvinnors arbete och möjligheter till utveckling i Zimbabwe. Efter det arbetade hon vid Internationella arbetsorganisationens kontor i Lusaka från 1987 till 1990, varefter hon flyttade med familjen till Johannesburg, då hennes man Max Sisulu efter flera år i exil kunde återvända till Sydafrika.
Mellan 1991 och 1998 skrev och arbetade hon som frilansande redaktör, med undantag för en kort period då hon arbetade som assisterande redaktör för den feministiska tidskriften SPEAK. År 1993 fick hon genom Radcliffe College möjlighet att börja forska och skriva en biografi om Walter och Albertina Sisulu. Boken, Walter and Albertina Sisulu. In Our Lifetime, publicerades i december 2002 och hyllades av kritikerna. Den nominerades till och vann Nomapriset 2003, och den nominerades även till Alan Paton Award, ett litteraturpris som utdelas till minne av Alan Paton, där den blev ett av finalbidragen men inte vinnaren.
Elinor Sisulu har också prisats för sin barnbok The Day Gogo Went to Vote från 1994, utsedd till en av de tio bästa böckerna om sydafrikansk demokrati av bibliotekarieförbundet Library and Information Association of South Africa (LIASA) i Sydafrika.
Sedan 2003 har Sisulu arbetat med rådgivning och projekt för demokrati och mänskliga rättigheter, främst rörande Zimbabwe, men även andra länder i södra Afrika. Hon har länge varit engagerad i litteraturfrämjande i Sydafrika, inte minst barnlitteratur.